# سیادک (هیرمند)
سیادک یک روستا در ایران است که در استان سیستان و بلوچستان واقع شده‌است. سیادک ۱۱۵ نفر جمعیت دارد.